# Брат (фильм, 1982)
«Брат» (груз. ძმა) — советский художественный фильм 1982 года, драма, созданная на киностудии «Грузия-фильм». Снял фильм режиссёр Теймураз Баблуани по своему же сценарию. За этот фильм Теймураз Баблуани получил приз на Всесоюзном кинофестивале в Таллине.

## Сюжет
Действие фильма происходит в начале XX века. Революция 1905 года потерпела поражение. Главный герой фильма Гио был подпольщиком и тоже участвовал в революции. Царская власть за это приговорила его к 25 годам каторжных работ.
Через восемь лет тюремного заключения Гио удаётся бежать с каторги. За то время, что он находился в тюрьме, его постигло большое горе — погибли его жена и дочь. Гио во всём винит царизм и решает всю свою сознательную жизнь мстить жандармам. К Гио также присоединяется его брат, вместе они уходят в горы.

## В ролях
- Арчил Самхарадзе — Бекар
- Леван Турманидзе — Гио
- Отар Мегвинетухуцеси — Пагава
- Шота Нозадзе[груз.] — отец
- Теймураз Долидзе — врач
- Леван Пилпани
- Гиви Чугуашвили
- Медея Немсицверидзе
- Сосо Джачвлиани
- Амиран Амиранашвили[груз.]
- Леван Джапаридзе
- Придон Гуледани
- Гела Отарашвили
- Гурам Пирцхалава
- Гела Канделаки
- Амиран Такидзе

## Съёмочная группа
- Автор сценария: Теймураз Баблуани
- Режиссёр: Теймураз Баблуани
- Помощник режиссёра: Роман Чичуа
- Оператор: Виктор Андриевский
- Композитор: Яков Бобохидзе
- Художник-постановщик: Нугзар Байдарашвили
- Звукорежиссёр: Гарри Кунцев

## Призы
Фильм получил приз и диплом за режиссёрский дебют Теймураза Баблуани на Всесоюзном кинофестивале в 1982 году в Таллине (ВКФ-82).